# Ignacio Ybáñez Rubio
Ignacio Ybáñez Rubio (Neuilly-sur-Seine, Isla de Francia, 6 de octubre de 1962) es un diplomático español, conocido por su carrera en el Ministerio de Asuntos Exteriores de España. Ha ocupado cargos destacados como el de Secretario de Estado de Asuntos Exteriores y embajador en países como Rusia y Armenia. 

## Biografía
Pertenece a la carrera diplomática del Estado. A lo largo de su formación, desarrolló una sólida base en relaciones internacionales, derecho y política exterior, que lo llevó a ocupar cargos clave en el ámbito diplomático español.

## Trayectoria profesional
Ybáñez Rubio inició su carrera en el Ministerio de Asuntos Exteriores, donde fue ascendiendo progresivamente. En mayo de 2012, fue nombrado Director General para el Magreb, África, Mediterráneo y Oriente Próximo, desempeñando un papel estratégico en la política exterior española hacia estas regiones.
En noviembre de 2014, fue designado Secretario de Estado de Asuntos Exteriores, segundo cargo en jerarquía dentro del Ministerio. Desde esta posición, gestionó aspectos clave de la política exterior española durante el gobierno de Mariano Rajoy.
En 2018, fue nombrado embajador de España en la Federación de Rusia. Su gestión fue objeto de atención pública tras hacer un balance positivo del monitoreo de las elecciones presidenciales de Rusia de 2018, lo que generó críticas por parte de algunos sectores políticos en España. Fue cesado en 2018 y sustituido por Fernando Valderrama.
Desde 2019 es el jefe de la delegación de la Unión Europea en Brasil.